# Zelotes graecus
Zelotes graecus är en spindelart som först beskrevs av Ludwig Carl Christian Koch 1867.  Zelotes graecus ingår i släktet Zelotes och familjen plattbuksspindlar.
Artens utbredningsområde är Grekland. Inga underarter finns listade i Catalogue of Life.